# Jane Elizabeth Harley
Jane Elizabeth Harley, comtesse d'Oxford et Mortimer, dite lady Oxford, est une aristocrate anglaise née en 1774 et morte en 1824 connue pour son soutien au mouvement radical.
Elle a eu une relation avec Lord Byron.

## Biographie
Jane Elizabeth est la fille du révérend James Scott, vicaire d'Itchen Stoke dans le Hampshire et est élevée en faveur de la pensée révolutionnaire française et du radicalisme.
Le 3 mars 1794, elle épouse Edward Harley, comte d'Oxford et de Mortimer.

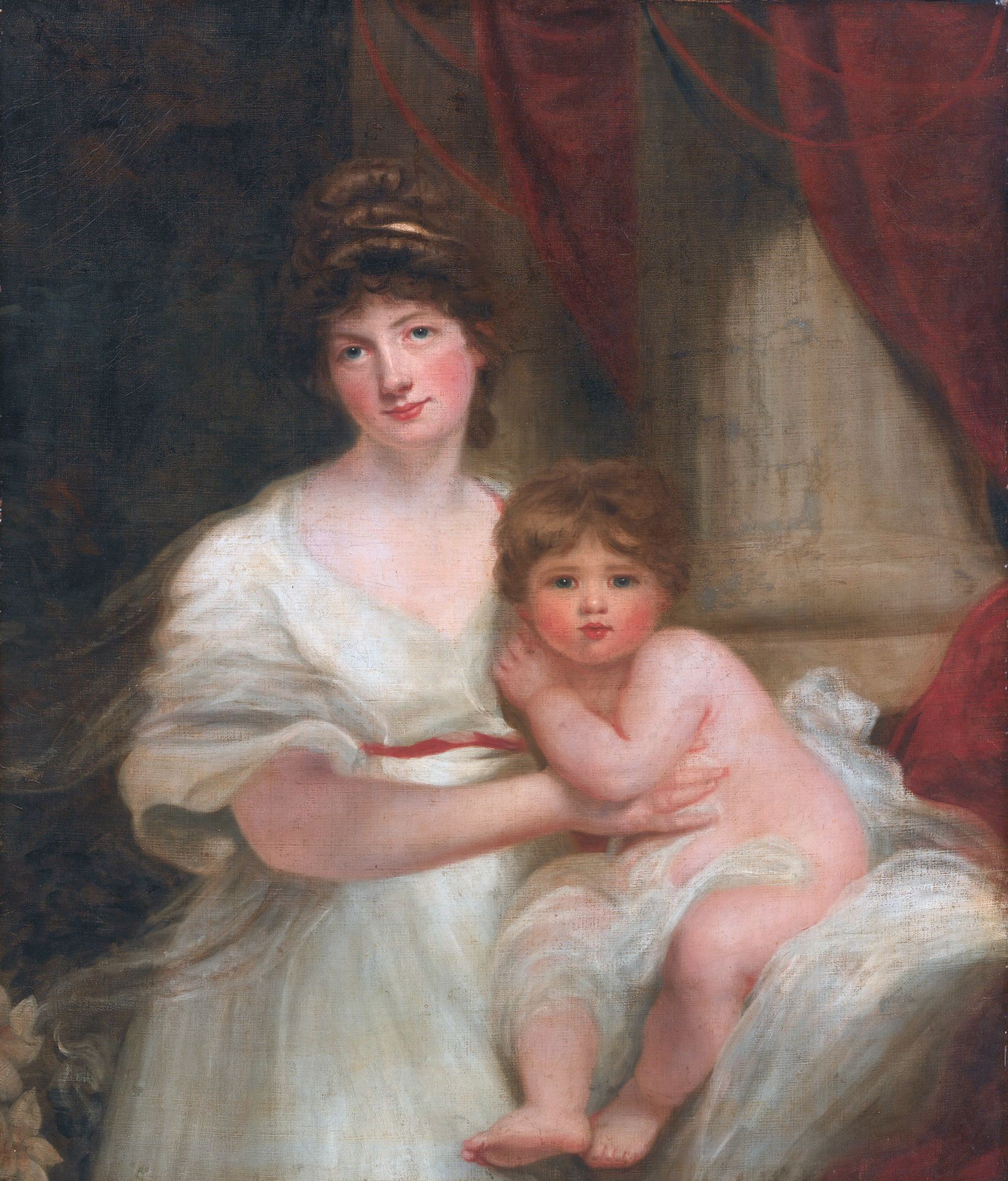
La comtesse d'Oxford et sa fille aînée, par un disciple de John Hoppner.

Le couple a huit enfants, dont , :
- Lady Jane Elizabeth Harley (2 mars 1796 - Innsbruck le 1er septembre 1872), mariée le 17 août 1835 à Henry Bickersteth, 1er baron Langdale ;
- Edward Harley, Lord Harley (20 janvier 1800 - 1er janvier 1828) ;
- Lady Charlotte Bacon (en) (12 décembre 1801 - 9 mai 1880), mariée le 4 mars 1823 à Anthony Bacon (officier) (en) ;
- Lady Anne Harley (31 juillet 1803 - Florence, 18 mai 1874) mariée en 1836, à Giovanni Battista Rabitti (3 novembre 1797 - 5 novembre 1844) [4] ;
- Lady Frances Harley (26 janvier 1805 - 15 octobre 1872) mariée le 20 avril 1835, au lieutenant-colonel Henry Venables Vernon Harcourt (1791 - 26 février 1853), fils de l'archevêque de York [5] ;
- Alfred Harley comte d'Oxford et comte Mortimer (10 janvier 1809 - 19 janvier 1853)
- Un fils (17 décembre 1811 - 3 avril 1812) ;
- Lady Louisa, morte jeune.

Le mariage n'est pas un mariage d'amour et son grand nombre d'enfants est connu sous le nom de la "Harleian Miscellany" en raison des incertitudes quant à l'identité de leur père. Elle prend en effet fréquemment des amants parmi les figures du radicalisme, dont Francis Burdett et Lord Byron de 1812 à 1813. Même dans le monde tolérant de l'aristocratie de la Régence, ses liaisons l'excluent de la société et peu de gens sont prêts à la recevoir. Ironiquement, compte tenu de leur intérêt commun pour Lord Byron, Lady Caroline Lamb est l'une de ses rares amies, même si elle ne résiste pas à la caricaturer dans son roman Glenarvon. Elle est aussi une amie de la princesse de Galles Caroline de Brunswick.